# Lorenzo Maria Mariani
Lorenzo Maria Mariani (Livorno, 7 settembre 1664 – Firenze, 9 marzo 1738) è stato un religioso, antiquario e genealogista italiano, attivo presso la corte del Granducato di Toscana, fondatore e custode dell’Archivio delle antichità delle famiglie fiorentine.

## Biografia
Nato a Livorno da Giovan Battista di Lorenzo e da Virginia Grimaldi, proveniva da una famiglia di origine fiorentina trasferitasi nella città portuale negli anni trenta del XVII secolo. Il nonno paterno, speziale, si era stabilito a Livorno con il sostegno della famiglia Salviati, che gli aveva concesso in livello bottega, abitazione e altri immobili. Alla morte del nonno e poi del padre, le condizioni economiche dei Mariani peggiorarono sensibilmente.
L’orientamento verso la carriera ecclesiastica fu favorito sia dalle difficoltà economiche sia dalla tradizione religiosa della famiglia: due zii paterni, Luca Pasquale e Luigi (fra Lorenzo), avevano infatti intrapreso la vita religiosa. Secondo una sua testimonianza, già a dodici anni aveva ricevuto gli ordini minori ed era stato accolto tra i chierici addetti alla chiesa di Santa Felicita a Firenze. Qui è documentata la sua presenza nel 1680 come chierico di sacrestia, autore di uno Specchietto della chiesa di S. Felicita oggi conservato presso l’archivio parrocchiale.
Nel 1688 ottenne dalle monache di Santa Felicita la cappellania dell’Assunzione di Maria Vergine (o «cappella Deti»), dotata di una rendita annua di 24 scudi. In seguito ricevette gli ordini maggiori, risultando indicato come sacerdote nel suo testamento del 1729.
A Santa Felicita conobbe Bernardo Benvenuti, erudito e autore del Priorista, una raccolta di alberi genealogici e notizie storiche sulle famiglie che avevano avuto accesso al Priorato della Repubblica fiorentina. Il Mariani collaborò con Benvenuti sin da giovane, acquisendo esperienza nella consultazione di archivi e nella lettura di grafie antiche, oltre a perfezionarsi nella calligrafia con Valerio Spada, incisore e maestro di scrittura alla corte granducale.
Alla morte di Benvenuti (1700) i lavori sul Priorista si interruppero fino al 1708, quando il Mariani ottenne dal principe Ferdinando de’ Medici l’incarico di completarlo. Nel 1710 Cosimo III gli affidò il compito di rilasciare copie autentiche e certificazioni dei documenti genealogici, con la qualifica di «Antiquario regio».
Il materiale dell’opera fu trasferito a Palazzo Pitti e poi (1717) nel palazzo della Signoria. Il Mariani ne fu custode per oltre venticinque anni, completando tra il 1718 e il 1721 sei tomi del Priorista più uno di indici, e arricchendo l’archivio con nuovi fondi e inventari. L’archivio era aperto gratuitamente al pubblico per due ore al giorno, e Mariani percepiva uno stipendio mensile di 5 ducati e svolgeva anche incarichi esterni, tra cui la redazione di regesti, indici catastali e perizie calligrafiche.
Nel 1736, a causa dell’età e delle condizioni di salute, chiese di essere sollevato dall’incarico di archivista, proponendo come successore l’allievo Giovan Battista Dei. Il granduca Gian Gastone de’ Medici accolse la richiesta, concedendogli una pensione vitalizia di 60 scudi.
Morì a Firenze il 9 marzo 1738 e fu sepolto nella chiesa di Santa Felicita. Lasciò i pochi beni al nipote sacerdote Niccolò Anton Maria Bagnoli.

## Opere
Nel 1713 compilò il Ristretto delle qualità delle famiglie nobili fiorentine con le loro armi, manoscritto conservato in due copie presso la Biblioteca Moreniana e pubblicato integralmente da Giovanni Michele Mecatti (1755). L’opera analizza le origini e le componenti della nobiltà toscana, distinguendo tra lignaggi romani, longobardi, «popolo grasso» e nobiltà formatasi in età granducale.
Tra gli altri lavori si segnalano la Genealogia della nobile famiglia Medici (1712) e l’Inventario manoscritto dell’archivio della nobiltà, oltre a numerosi alberi genealogici sparsi in archivi e biblioteche fiorentine.